# Baïka
Baïka (ou Bayka, Bayeka, Baiga) est un village du Cameroun situé dans la région de l'Extrême Nord, le département du Mayo-Danay et l'arrondissement de Gobo, à proximité de la frontière avec le Tchad. 
Il est limité au nord par le village Yakréo, à l'est par Naykissia, au sud par Dobona et à l'ouest par Fangue. 

## Population
En 1967, la localité comptait 420 habitants, des Toupouri. Elle ne figure plus dans les résultats du recensement de 2005.